# 118000

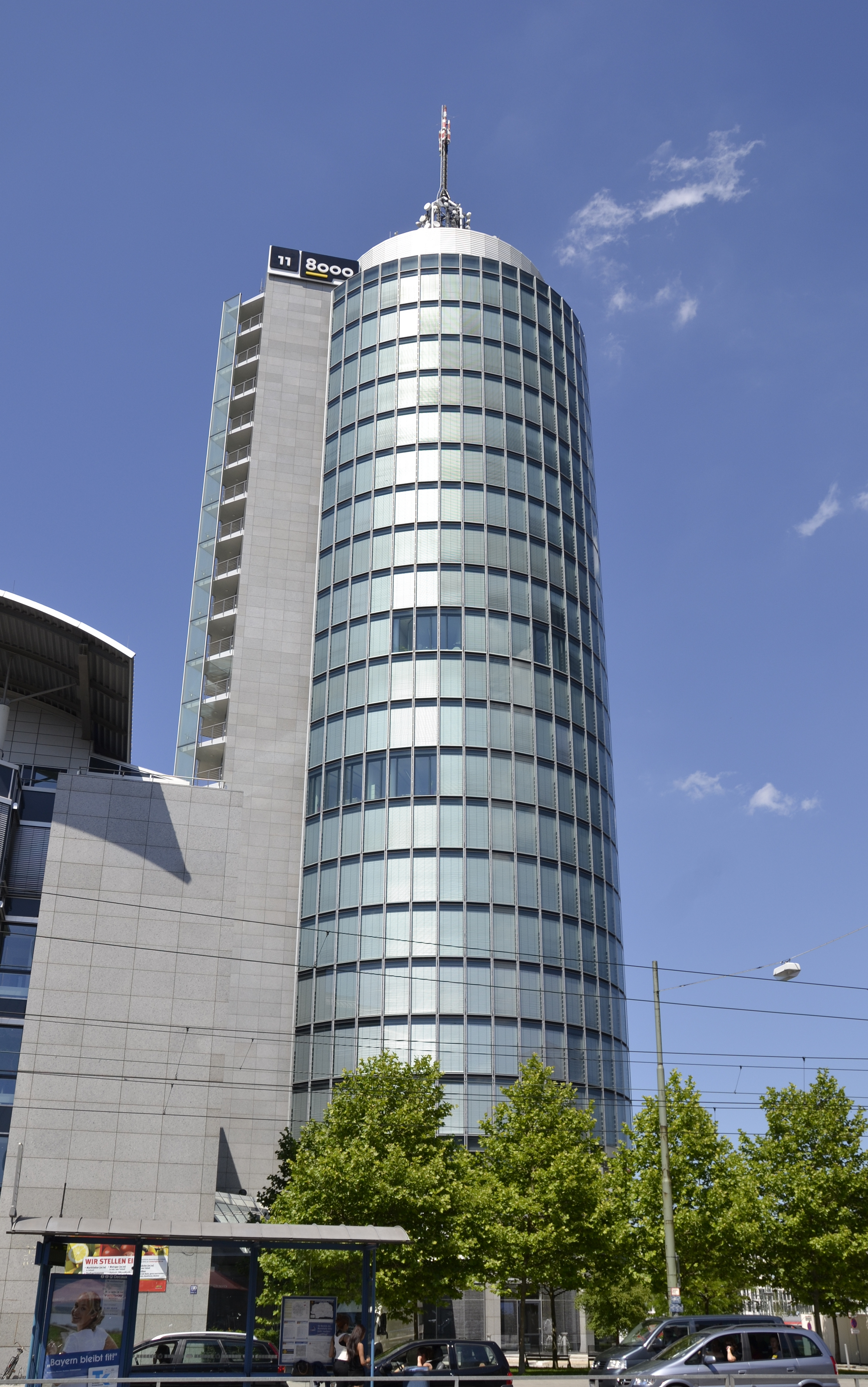
Firmensitz im Central Tower München im Jahr 2012 mit Firmenlogo

Die 118000 AG mit Sitz in München war ein börsennotiertes Unternehmen für Telekommunikation. Das Unternehmen betrieb den Verbindungsdienst 118000, den Online-Telefondienst PeterZahlt und die Smartphone-App Cheap Calls. Das Call-Center, das den Verbindungsdienst 118000 abwickelte, befand sich in Greifswald.
Die Aktien der 118000 AG waren im Prime Standard der Frankfurter Wertpapierbörse notiert.
Im Geschäftsjahr 2010 erwirtschaftete das Unternehmen einen Umsatz in Höhe von 13,47 Millionen Euro. Das Konzernergebnis belief sich auf einen Verlust in Höhe von 3,58 Millionen Euro.
Am 29. November 2012 stellte die 118000 AG Antrag auf Eröffnung eines Insolvenzverfahrens, das am 1. Februar 2013 eröffnet worden ist.

## Geschichte
Die 118000 AG ist aus dem 1983 gegründeten Unternehmen PC Plus hervorgegangen, das Verzeichnis- und Auskunftslösungen für Telefongesellschaften und Informationsdienstleister herstellte. Im Jahr 2000 erfolgte die Umbenennung des Unternehmens in „varetis AG“.
Auf Basis einer eigens entwickelten Datensuchtechnologie wurde Ende 2004 die Internet-Auskunft GoYellow.de auf den Markt gebracht. Die Softwaresparte wurde im Dezember 2005 an das amerikanische Telekommunikationsunternehmen „Volt Information Sciences“ verkauft.
Aufgrund der neuen Unternehmensausrichtung erfolgte im Juni 2006 die Umfirmierung in „GoYellow Media AG“. 2010 erfolgte ein erneuter strategischer Wechsel: Um den Ende 2010 neu entwickelten Verbindungsdienst 118000 schnell bekannt zu machen, wurde die erneute Umbenennung des Unternehmens in 118000 AG im Mai 2010 beschlossen und umgesetzt.
Die GoYellow GmbH wurde zum 2. Januar 2012 an eine Tochterfirma der GelbeSeiten-Verlage verkauft.

## Struktur
Folgende Unternehmen wurden als Tochtergesellschaften der 118000 AG geführt:
- 118000 Innovations GmbH, München – 100 %
- 118000 Telefonvermittlung GmbH, Greifswald – 100 % (ab 15. September 2009)
- GD GmbH, München – 100 %

## Anteilseigner
| Anteil | Anteilseigner     |
| ------ | ----------------- |
| 49,6 % | Streubesitz       |
| 14,6 % | Klaus Harisch     |
| 10,5 % | Nicolas Mathys    |
| 9,9 %  | Albi Service GmbH |
| 9,9 %  | Peter Wünsch      |
| 5,5 %  | Günther Baierl    |